# Hunnenschlacht

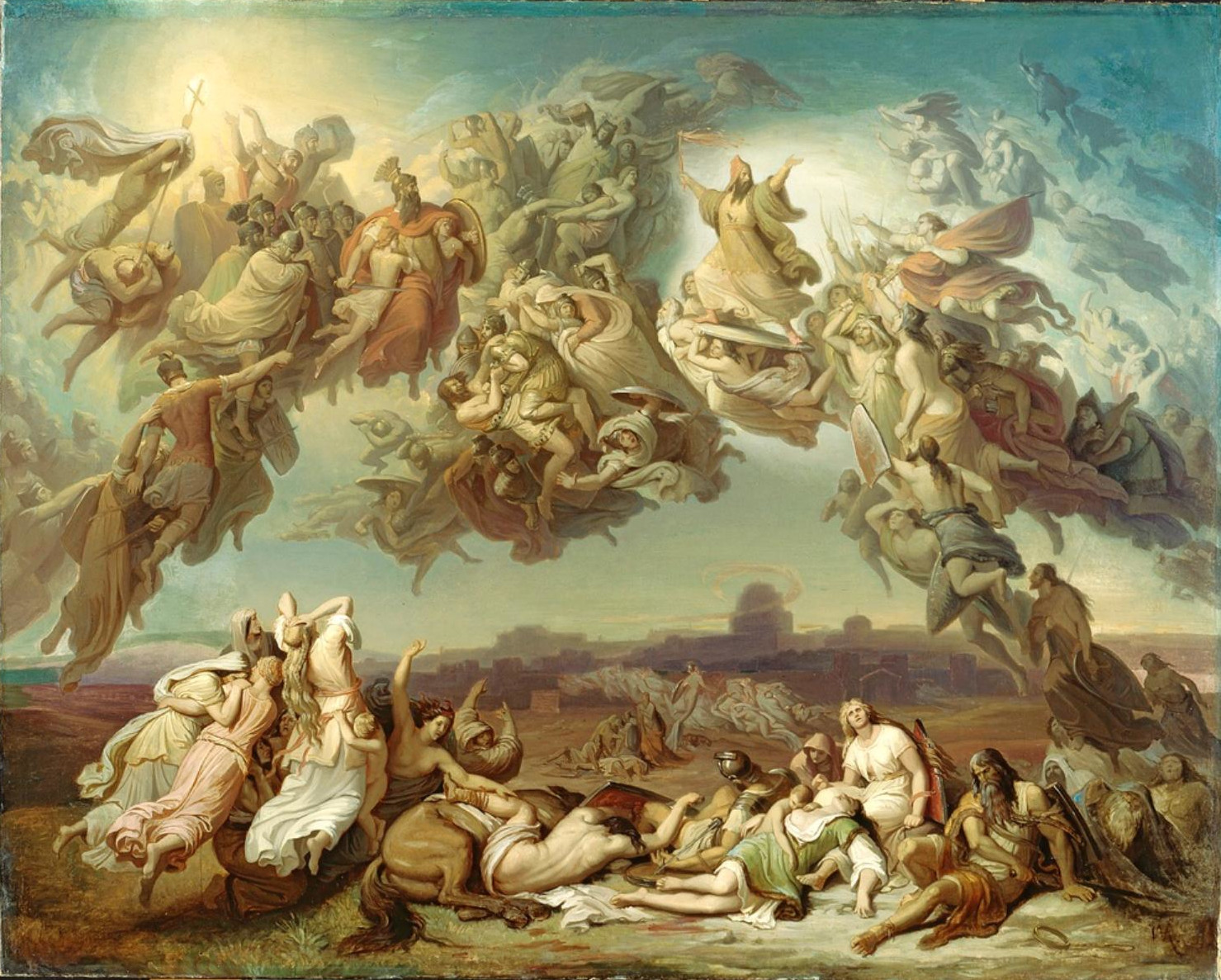
Hunnenschlacht, dipinto di Wilhelm von Kaulbach

Hunnenschlacht (in italiano, Battaglia degli Unni),  (S.1 - S.350) è un poema sinfonico di Franz Liszt, composto nel 1857 su un disegno dello stesso titolo di Wilhelm von Kaulbach.

## Descrizione
Il dipinto rappresenta la Battaglia dei Campi Catalaunici del 451, nella quale gli Unni guidati da Attila combatterono contro i Romani guidati da Flavio Ezio e dal re visigoto Teodorico I. Secondo la leggenda, la battaglia fu così tremenda che le anime dei soldati caduti continuarono a combattere nel cielo mentre salivano in paradiso.
Il primo movimento del pezzo, con il tempo Tempestoso, allegro non troppo porta le indicazioni di Liszt: "Direttore: l'intero colore dovrà essere tenuto molto scuro, e tutti gli strumenti debbono suonare come spettri." Liszt realizzò gran parte di questo effetto segnando l'intera sezione d'archi da suonare con sordine, anche nei passaggi di fortissimo . Questa sezione descrive un clima di inquietudine e rabbia repressa prima che la battaglia si scateni.
Il secondo movimento, Più mosso, inizia con uno "Schlachtruf" (urlo di battaglia) suonato dai corni, che viene poi ripreso dagli archi. Viene poi introdotto il tema principale della battaglia, una versione completamente costituita da materiale tematico tratto dalla stessa apertura. L'intera sezione si avvale della cosiddetta scala araba, che Liszt utilizzò frequentemente nelle sue composizioni su temi ungheresi. In questa sezione Liszt introduce un effetto insolito: contro il roco andamento della musica della battaglia da parte del resto dell'orchestra, i tromboni suonano l'antica melodia gregoriana "Crux fidelis". La descrizione di Liszt per questa sezione è di "due flussi opposti di luce in cui gli Unni e la Croce sono in movimento." 
Il tema "Crux fidelis" viene poi ripreso dagli archi in un tranquillo e pacifico contrasto. La musica cresce di intensità, con l'aggiunta di un organo e ottoni fuori scena, e si conclude trionfalmente.